# Млади троглодити (роман)
Млади троглодити (фр. Les Adolescents troglodytes) је роман француске ауторке Емануеле Пагано (фр. Emmanuelle Pagano) објављен 2007. године.У преводу Светлане Стојановић роман је у Србији објавила издавачка кућа Одисеја 2019. године.

## О књизи
Млади троглодити је кратак роман који се бави темом промене пола, затим темама емотивног односа између брата и сестре и (не)прихватања различитости. Адел је транс жена коју после операције прилагођавања тела родном идентитету одбацује брат с којим је била посебно блиска после смрти родитеља. Он њену трансформацију доживљава као губитак старијег брата, и не може да прихвати чињеницу да уместо њега има сестру. Однос брата и сестре је централна тема романа, а и Аделиног живота, који јој делује непотпуно и окрњено без братовљевог прихватања.

## Радња
Јунакиња романа је Адел која вози школски аутобус кроз планинске пределе француске области Ардеш. Док скупља ђаке по раштрканим фармама и посећује места на којима је провела детињство, у сећање јој се враћају догађаји, људи и места из прошлости. У родном крају ју је нико не препознаје, као ни њену тајну. Адел се сећа свог детињства - имала је брата и била и сама дечак. На понос свом оцу. Када отац открије да му се син боље сналази у кухињи него на њиви или радионици, тај понос ће спласнути. Мајка разуме његову потребу да се облачи у женску одећу. Године пролазе, родитељи умиру, а браћа одлазе у други град да студирају. Адел се представља као жена - супруга свог брата, и на тај начин сакривају тајну да је Адел мушко. Њеном мачо брату је све то тешко да прихвати и оног тренутка када Адел најзад реши да промени пол, долази до коначног раскида њиховог односа. Десет година се браћа након тога нису видела, све до несреће на градилишту када ће настрадати Аделин брат. У болници се тада два брата или сада сестра и брат, присећају прошлости, детињства и она постаје место прихватања и разумевања. Тајна је коначно откривена. И село сазнаје Аделину тајну.

## Награде
Роман Млади троглодити освојио је 2009. године Европску награду за књижевност.

## Додатак српском издању
За српско издање преводитељка и уредница веб-портала transserbia.org Милица Јеремић написала је препоруке за медије о извештавању о трансродним особама подстакнута тим што многи нису сигурни како треба говорити о трансособама, како им се обраћати, нити разумемо контекст у коме се одређени термини употребљавају. Под насловом Стилско-језичке препоруке за медије о извештавању о трансособама обједињени су текстови: Шест једноставних савета, Напомене о језику, Термини који се такође користе у оквиру транс и/или медицинске заједнице, Примери добре, правилне употребе језика, Примери неправилне употребе језика и Погрдан или увредљив језик. У изради ових смерница консултоване су препоруке за медије организација из Ирске и САД, као и саме трансособе и трансактивисти и активисткиње у Србији.